# Raionul Ceadîr-Lunga
Raionul Ceadîr-Lunga (în găgăuză Çadır dolayı) este un raion din componența Unității Teritoriale Administrative Găgăuzia, Republica Moldova. Raionul este situat în partea de sud a Republicii Moldova și se mărginește la vest și nord cu raionul Comrat, la sud și est cu raionul Taraclia, iar în sud-est pe o porțiune scurtă regiunea Odesa din Ucraina. Centrul raional este orașul Ceadîr-Lunga cu o populație de 19.407 de locuitori. Din componența raionului face parte orașul Ceadîr-Lunga și satele Baurci, Beșghioz, Gaidar, Joltai, Cazaclia, Chiriet-Lunga, Copceac și Tomai. Populația raionului este de 63.415 de locuitori, dintre care 31.132 sunt etnici găgăuzi.